# Lonchaea vagans
Lonchaea vagans is een vliegensoort uit de familie van de Lonchaeidae. De wetenschappelijke naam van de soort is voor het eerst geldig gepubliceerd in 1978 door Kovalev.